# Orinocotrichia
Orinocotrichia is een geslacht van schietmotten uit de familie Hydroptilidae.

## Soorten
Deze lijst is mogelijk niet compleet.
- O. calcariga Harris, Flint & Holzenthal, 2002